# Paraleyrodes bondari
Paraleyrodes bondari es un hemíptero de la familia Aleyrodidae, con una subfamilia: Aleyrodinae.
Fue descrita científicamente por primera vez por Peracchi en 1971.